# Lathrolestes mnemonicae
Lathrolestes mnemonicae är en stekelart som först beskrevs av Sievert Allen Rohwer 1914.  Lathrolestes mnemonicae ingår i släktet Lathrolestes och familjen brokparasitsteklar. Inga underarter finns listade i Catalogue of Life.